# Tomba dei giganti di Su cuaddu 'e Nixias
La tomba dei giganti di Su cuaddu 'e Nixias è un monumento archeologico che si trova nel territorio comunale di Lunamatrona, provincia del Medio Campidano, in località  Nixias dalla quale prende il nome.
Il nome dato alla stele nuragica dalla fantasia popolare (il cavallo di Nixias) è dovuto alla presenza di un foro circolare sulla parte superiore che, secondo la leggenda, serviva a legare i cavalli. In realtà non si conosce il reale utilizzo del foro, creato con molta probabilità in epoca più recente.

## Descrizione
Il monumento è di particolare interesse in quanto è classificata come la più antica tomba dei giganti esistente in Sardegna, la sua costruzione è databile ai secoli 1700-1600 a.C., costituisce inoltre un raro esempio di tomba di giganti con stele centinata nel centro-sud dell'isola. Tale tipologia è infatti caratteristica dell'area centro-settentrionale della Sardegna.
La camera sepolcrale, lunga 10,30 metri e larga 60 centimetri, è un corridoio infossato nel terreno delimitato da lastre di marna, pietra locale tenera, facilmente lavorabile ma anche molto friabile.
Al fondo della camera si nota un cassone quadrangolare completamente chiuso e leggermente più alto del resto del corridoio, che i reperti ritrovati fanno ritenere sia la parte più antica del sepolcro.
La tomba dei giganti fu costruita in seguito senza distruggere, anzi adattandosi con venerazione alla sepoltura più antica.
La camera, come suggeriscono altre simili, doveva essere coperta di lastre poggiate in orizzontale sulle pareti laterali e protetta da un tumulo di terreno delimitato da un muretto di contenimento.
Al centro l'ingresso si apre alla base di una grande stele in arenaria (alta ora 2,90 metri) arcuata alla sommità che ha la faccia scolpita in tre fasce sovrapposte delimitate da listelli e contornata da un bordo in rilievo.
Ai due lati della stele, oggi spezzati e poco visibili, si trovano dei lastroni verticali, di altezza decrescente dal centro verso l'esterno che formano l'esedra, due ali curve per un'ampiezza di metri 13,90 alla corda. Questo spazio di fronte all'ingresso era dedicato alla celebrazione dei riti in onore dei defunti.

## Scavi
Gli scavi hanno confermato il fatto che il monumento non è stato costruito su un terreno vergine, ma sul luogo di una più antica tomba. La tipologia dei manufatti rinvenuti durante lo scavo permettono di ascrivere il sepolcro alle prime fasi della civiltà nuragica, intorno ai secoli XVI-XV a.C. I reperti archeologici sono esposti nel Museo archeologico Genna Maria del vicino centro di Villanovaforru.

## Galleria d'immagini

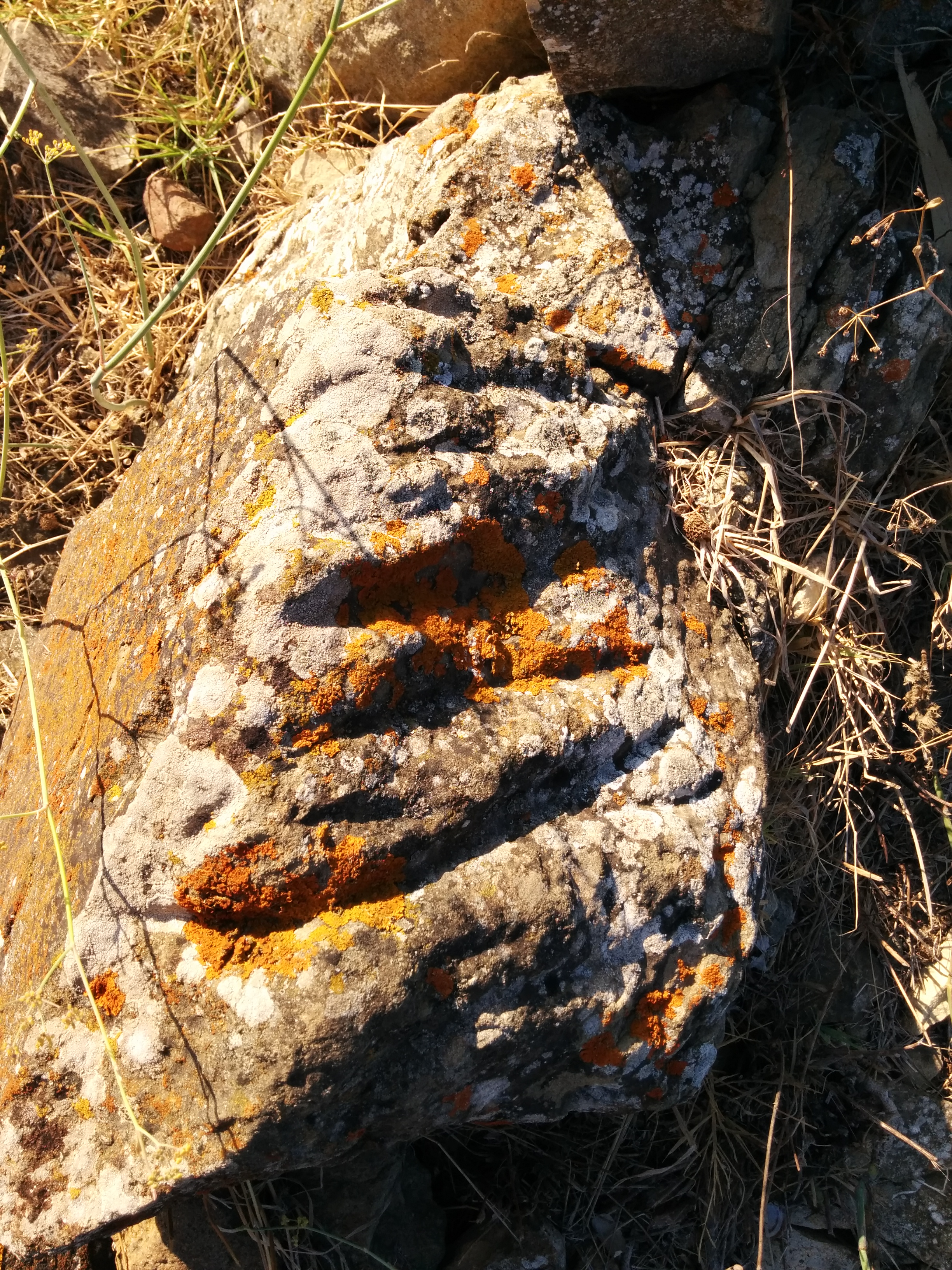
Tomba dei giganti di Su cuaddu 'e Nixias - Dettaglio pietre
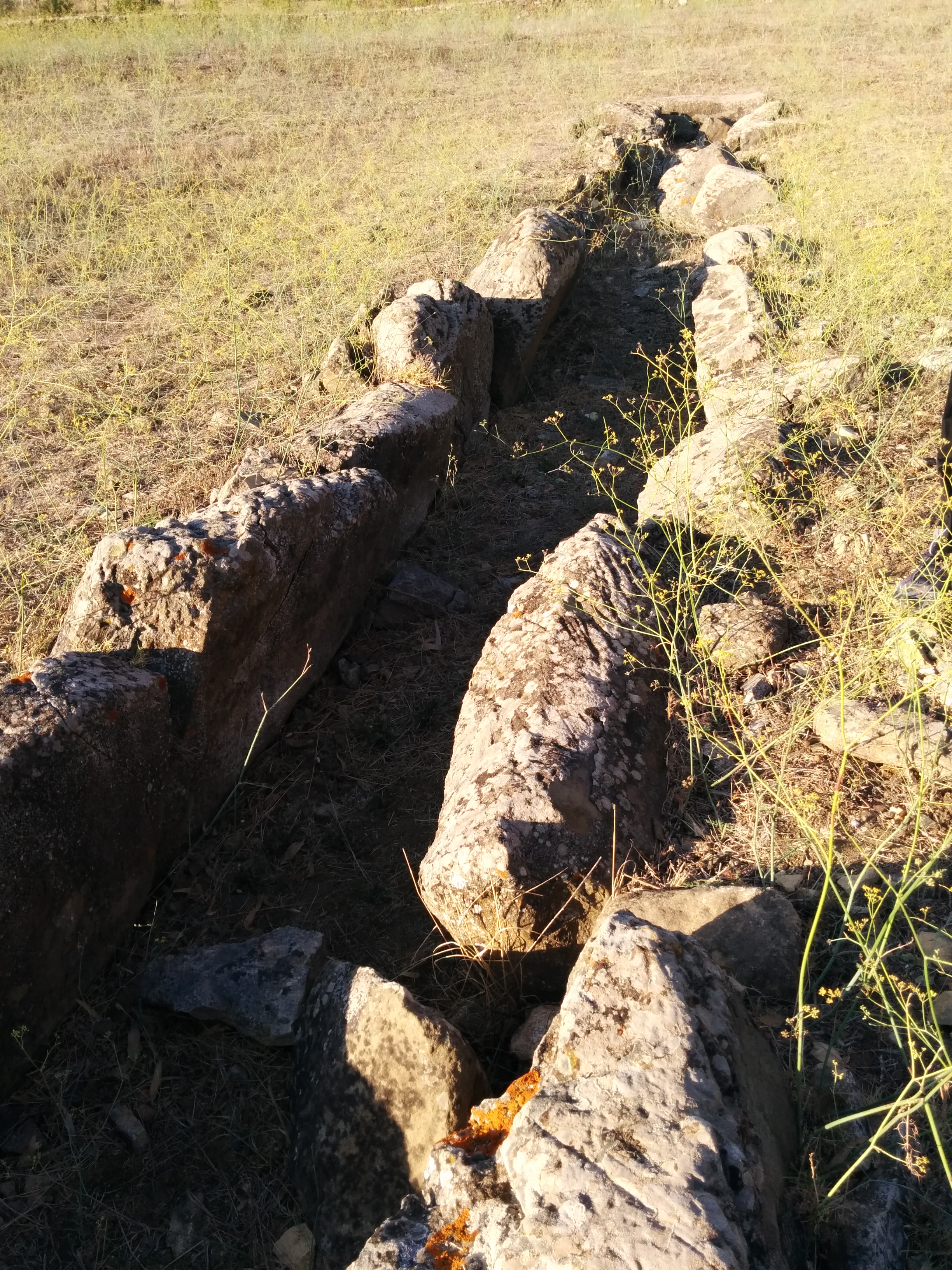
Tomba dei giganti di Su cuaddu 'e Nixias - interno della tomba
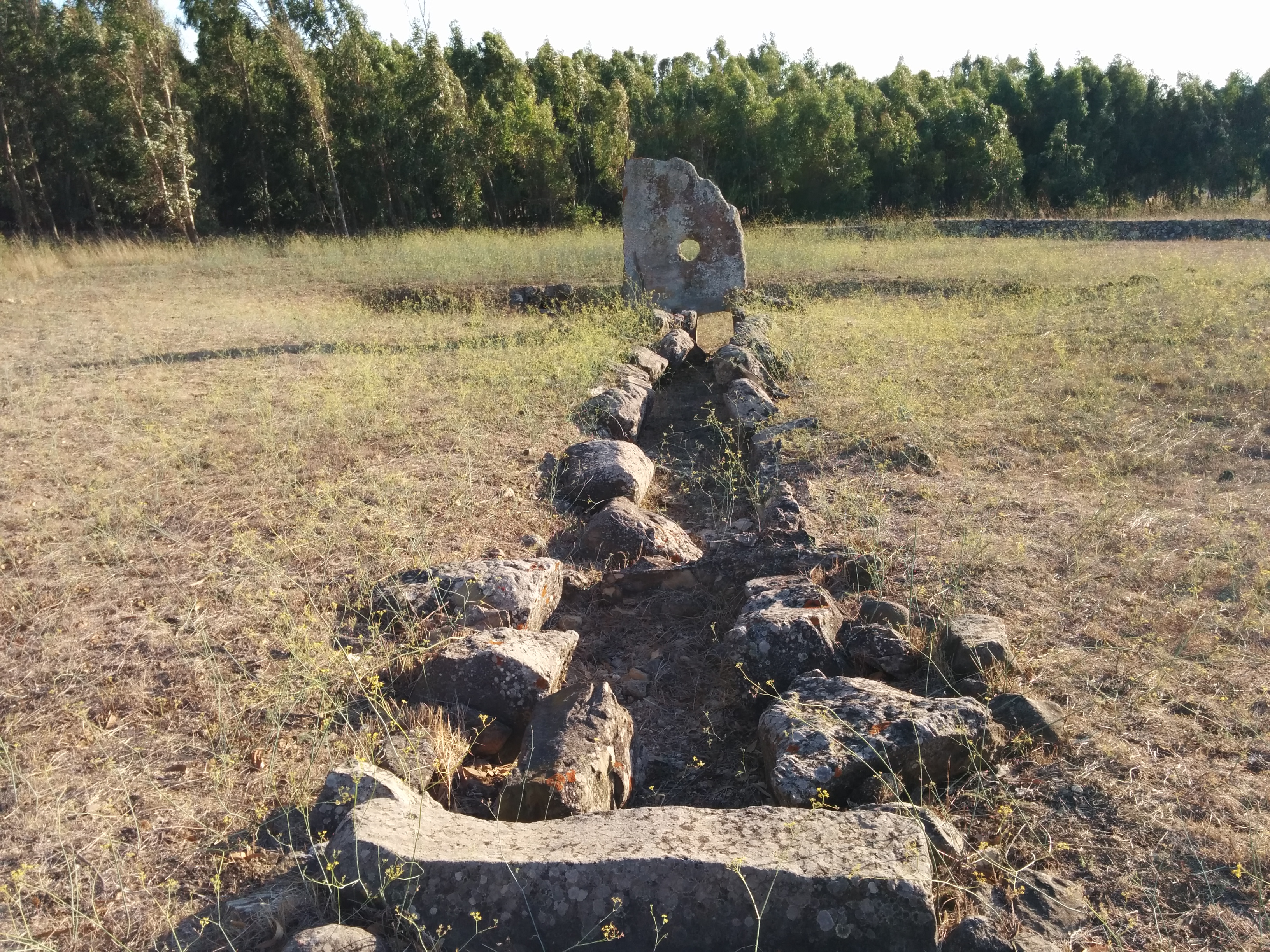
Tomba dei giganti di Su cuaddu 'e Nixias.